# Filipinas nos Jogos Olímpicos de Verão de 1960
As Filipinas competiu nos Jogos Olímpicos de Verão de 1960, realizados em Roma, Itália.